# 蒂芝湖
蒂芝湖（印尼语：Danau Tigi）是印度尼西亚巴布亚省的一座湖泊，位于帕尼艾湖西南。湖面海拔1,700米，深度达150米，湖中有个名为Duamo的小岛。属德亚伊县管辖。